# مارسيل مالتريتز
مارسيل مالتريتز (بالألمانية: Marcel Maltritz)‏ (مواليد 2 أكتوبر 1978 في ماغديبورغ - ألمانيا الشرقية) لاعب كرة قدم ألماني يلعب حاليا لصالح نادي الدرجة الأولى بوخوم الألماني منذ 2004 في مركز قلب الدفاع كما يجيد اللعب في مركز الوسط المدافع .

## روابط خارجية
- مارسيل مالتريتز على موقع قاعدة بيانات كرة القدم.إي يو (الإنجليزية)
- مارسيل مالتريتز على موقع بيانات كرة القدم. دي إي (الألمانية)
- مارسيل مالتريتز على موقع عالم كرة القدم.نت (الإنجليزية)
- مارسيل مالتريتز على موقع كووورة